# Sergio Foglia
| (159215) Apan         | 30. November 2005 |
| (272746) Paoladiomede | 29. Dezember 2005 |

Sergio Foglia (* 1972 in Mailand) ist ein italienischer Verkehrsingenieur sowie Amateurastronom und Asteroidenentdecker.
Der in Novara lebende Foglia gehört der Unione Astrofili Italiani an und ist dort verantwortlich für die Erforschung von Asteroiden. Er arbeitet bei seiner Forschungsarbeit mit internationalen Astronomen und Amateurastronomen zusammen und konnte bei seinen Arbeiten unter anderem auf die Teleskope Faulkes Telescope North auf Hawaii, Faulkes Telescope South in Australien zurückgreifen.
Foglia entdeckte am Osservatorio Astronomico di Suno im Jahre 2005 insgesamt zwei Asteroiden.
Der Asteroid (13147) Foglia wurde am 13. Oktober 2000 nach ihm benannt.

## Schriften
- Asteroidi. Rivista Astronomia Nr. 5/2006 (September–Oktober), Unione Astrofili Italiani, Rom 2006.